# 奥西亮太
奥西 亮太（おくにし りょうた、1997年2月3日 ‐ ）は、日本の元子役である。

## 出演

### テレビドラマ
- 京都殺人案内（ABC）
- 剣客商売 SP（フジテレビ）
- 天下騒乱〜徳川三代の陰謀（テレビ東京）
- 幸せって何だっけ〜よいこの学園〜（フジテレビ）

### CM
- KONAMIスポーツクラブ「POOLS」
- 総合地所「ルネシーズンズガーデン西宮名塩」
- ユニバーサルスタジオジャパン

| スタブアイコン | サブスタブ | この項目は、まだ閲覧者の調べものの参照としては役立たない、俳優（男優・女優）に関連した書きかけの項目です。この項目を加筆・訂正などしてくださる協力者を求めています（P:映画/PJ芸能人）。 |